# Felix Fechenbach

Felix Fechenbach 1923

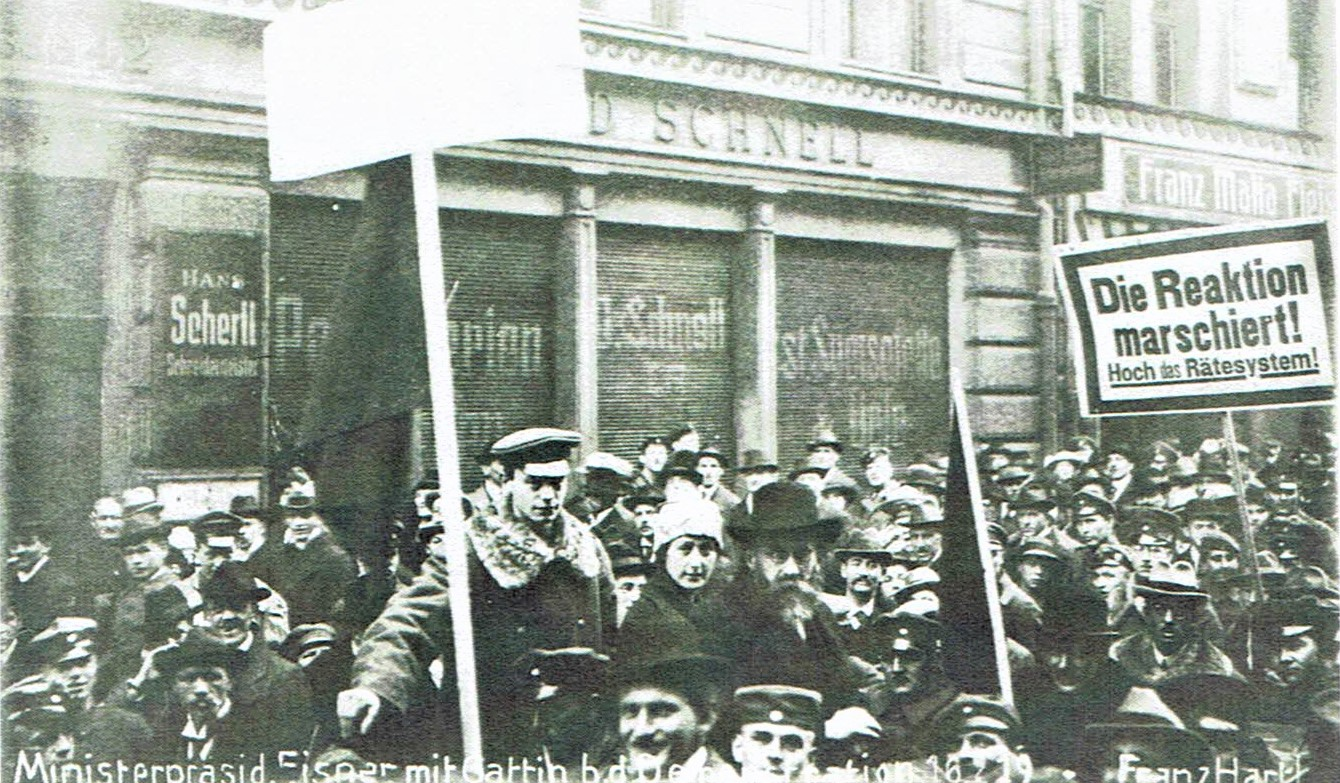
Felix Fechenbach (stehend) mit Eisner bei einer Demonstration in München am 16. Februar 1919

Felix Fechenbach (* 28. Januar 1894 in Mergentheim; † 7. August 1933 in Scherfede) war ein deutscher Journalist, Politiker (SPD, USPD), Schriftsteller und Dichter. Seine Pseudonyme waren Rudolf Franke und Nazi Jüsken. Er wurde 1933 von den nationalsozialistischen Machthabern  verhaftet und beim Transport ins KZ Dachau ermordet.

## Leben

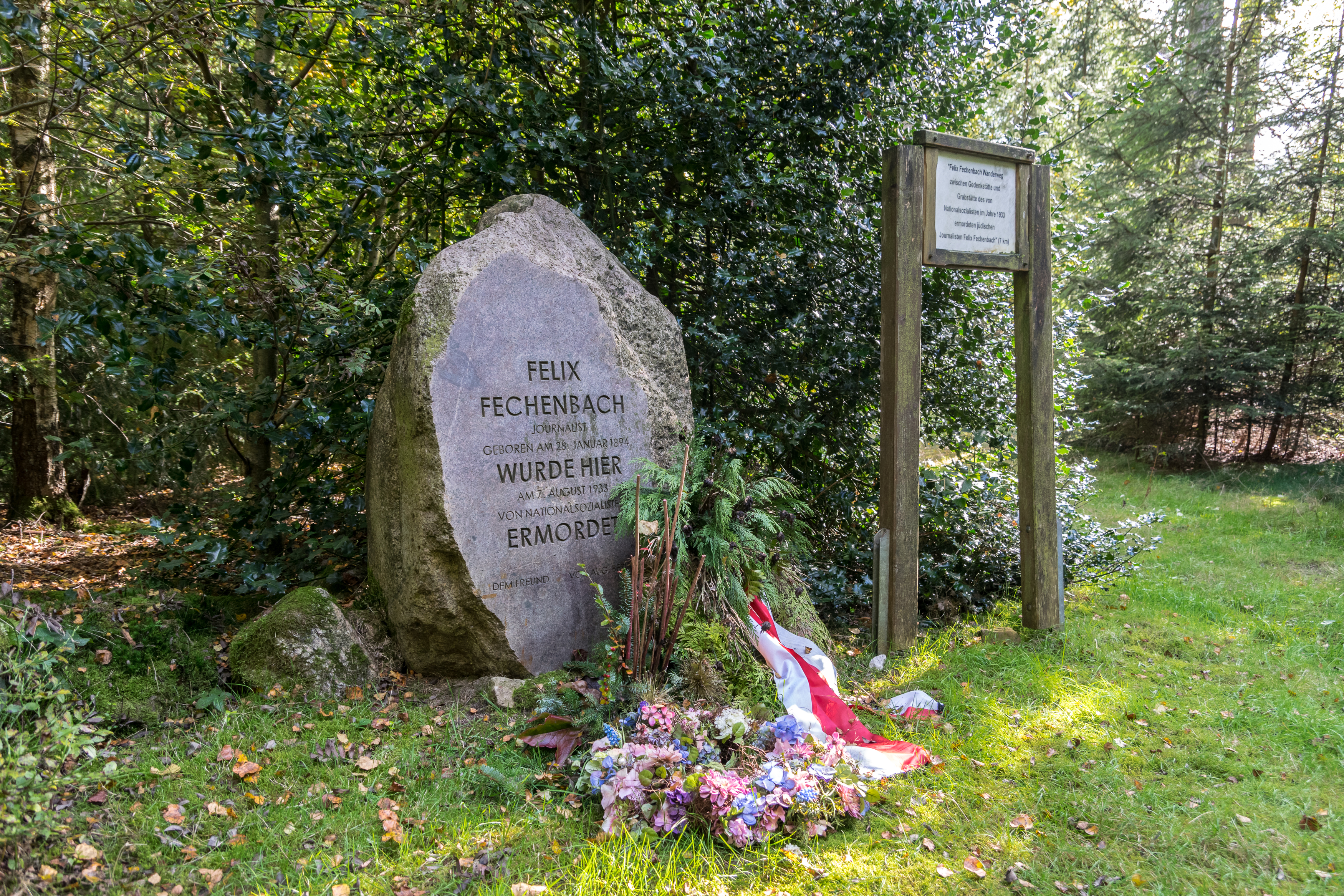
1973 errichteter Gedenkstein für Fechenbach im Kleinenberger Wald

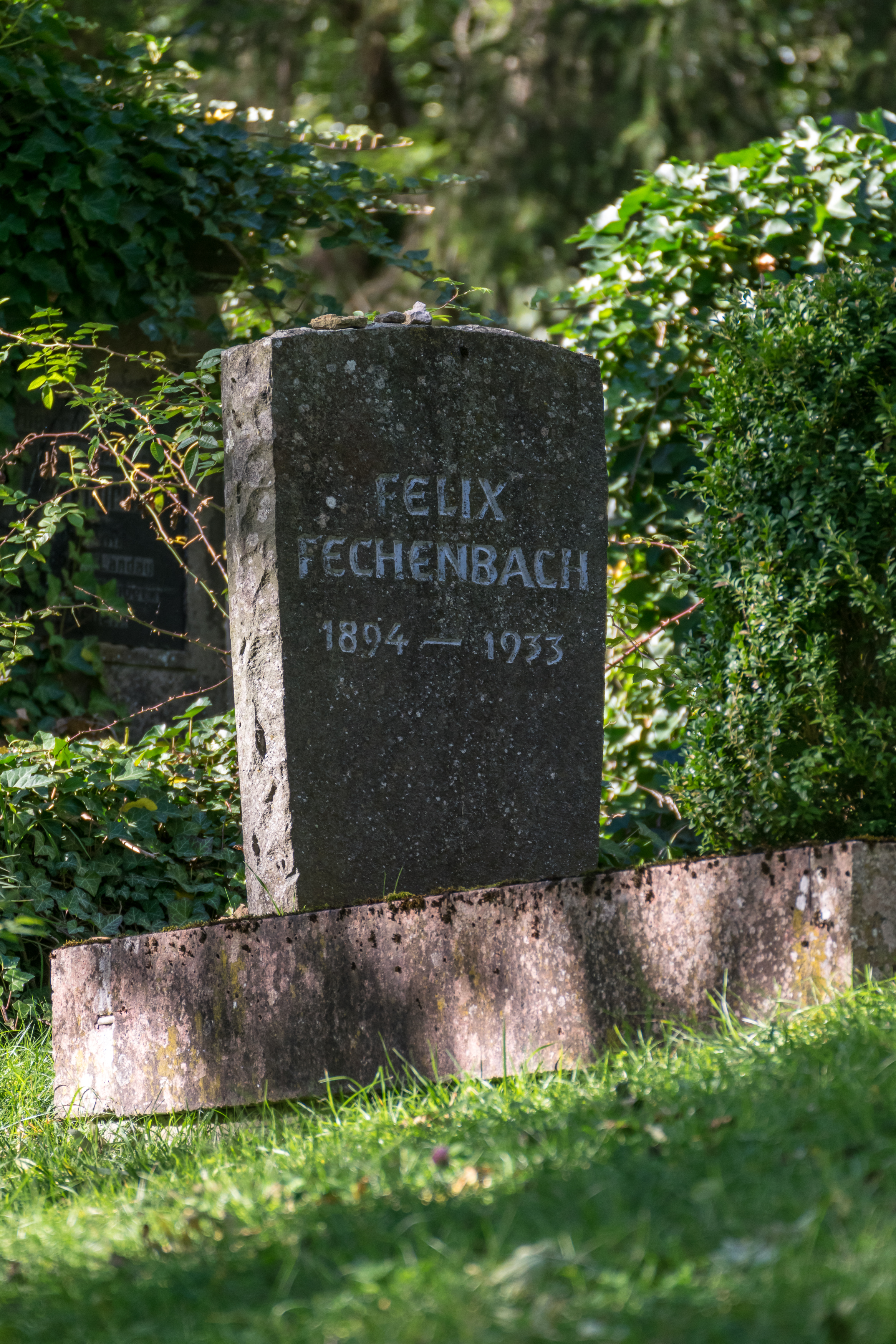
Grab in Rimbeck

Felix Fechenbach wurde 1894 als zweites von fünf Kindern des Mergentheimer Bäckers Noe Fechenbach (* 1859; † November 1935) und dessen Frau, der Metzgerstochter Rosalie, geborene Weikersheimer, aus Gaukönigshofen († April 1935 in Würzburg) geboren. Noch 1894 zog die Familie Fechenbach nach Würzburg, wo Noe Fechenbach ein Haus in der Ursulinergasse 2 erwarb und dort eine Bäckerei eröffnete. Fechenbach besuchte für vier Jahre die jüdische Elementarschule in der Domerschulstraße und dann die Werktagsschule in Heidingsfeld. Diese verließ er 1907 und absolvierte danach eine kaufmännische Ausbildung in einer Schuhwarengroßhandlung Würzburgs, die er 1910 abschloss und wonach er als Handlungsgehilfe (bzw. „Commis“) tätig wurde. 1910 musste sein Vater mit der Bäckerei Konkurs anmelden, verkaufte das Haus und die Familie bezog eine Wohnung in der Semmelstraße 21. In dieser Zeit wurde er auf Rat seines älteren Bruders Siegbert (* 1892; † 1969 in Berlin) Mitglied des Zentralverbandes der „Handlungsgehilfen und -gehilfinnen Deutschlands“, einer sozialdemokratischen Angestelltenorganisation.
1911 begann Fechenbach eine Tätigkeit als Handlungsgehilfe in einer Schuhwaren-Großhandlung in Frankfurt am Main, verlor seine Arbeitsstelle jedoch im selben Jahr wieder, nachdem er an einer innerbetrieblichen Tarifauseinandersetzung teilgenommen hatte – es ging um eine unbezahlte Verlängerung der Arbeitszeit. Danach lebte er von kurzfristigen Erwerbstätigkeiten und widmete sich vor allem – wiederum unter Einfluss seines Bruders – der Arbeit in der sozialdemokratischen Jugendorganisation, der Gewerkschaft und der Sozialdemokratischen Partei selbst. Fechenbach gehörte auch den Naturfreunden an und „trug die Abzeichen [dieser] Bewegung mit besonderem Stolz.“
Zwischen 1912 und 1914 arbeitete er im Münchner Arbeitersekretariat und gründete 1914 die „Jugend-Sektion“ des „Sozialdemokratischen Vereins München“, einen der Vorläufer der späteren Jungsozialisten in der SPD. Im Herbst 1914 wurde er zum Kriegsdienst im Ersten Weltkrieg eingezogen. Für sein selbständiges Vorgehen als Patrouillenführer erhielt Fechenbach das Eiserne Kreuz II. Klasse. Nach seiner Verwundung am 9. Februar 1915 in den Vogesen war Fechenbach zuerst im Schreibdienst und anschließend im Münchner Traindepot eingesetzt. Dort kam er in Kontakt mit Kurt Eisner und wurde zum Pazifisten.
Während eines Urlaubs 1917 in Würzburg lernte Fechenbach die in Heidelberg Medizin studierende Martha Czernichowski (1894–1941) kennen und verlobte sich mit ihr.
Zum Ende des Krieges nahm er seine politische Aktivität wieder auf. 1917 war Fechenbach beteiligt an der Gründung der Unabhängigen Sozialdemokratischen Partei Deutschlands (USPD). 1918 beteiligte er sich an der Novemberrevolution in Bayern und wirkte am 7. November 1918 mit Kurt Eisner in München an der Absetzung des Königs Ludwig III. mit. Er war Mitglied des Münchner Arbeiter- und Soldatenrats sowie des provisorischen Nationalrats. Als Kurt Eisner im Zuge der Revolution am 8. November 1918 nach dem Sturz der Wittelsbacher-Monarchie und der Ausrufung des Freistaats der Bayerischen Republik vom Münchner Arbeiter- und Soldatenrat zum bayerischen Ministerpräsident gewählt worden war, holte er Fechenbach als seinen Sekretär in die Staatskanzlei. Bis zu Eisners Ermordung im Februar 1919 durch Anton Graf von Arco auf Valley war Fechenbach Mitglied des Arbeiter- und Soldatenrats sowie des provisorischen Nationalrates in Bayern. Fechenbach schrieb für Zeitungen im In- und Ausland.
Am 25. April 1919 verließ Fechenbach München, um zu heiraten, wurde jedoch tags darauf in Ulm verhaftet und erst am 11. Juni wieder entlassen. Die Hochzeit mit Martha Czernichowski fand dann am 12. August in Heidelberg statt. Im Februar 1922 wurde die Ehe mit der inzwischen promovierten Ärztin, die sich eine bürgerliche Karriere ihres Mannes erhofft hatte, dann jedoch wieder geschieden. Allerdings war Czernichowski die Scheidung nicht genug, denn sie sann auf Rache. Sie denunzierte Fechenbach bei der bayerischen Justiz in einem neunseitigen Schreiben, teilweise mit abstrusen Behauptungen.
Im Jahre 1922 wurde Fechenbach wegen angeblichen Landesverrats Opfer einer Kampagne, die als „Fechenbach-Affäre“ bezeichnet wird, und am 10. August 1922 festgenommen. An der Spitze der Anti-Fechenbach-Kampagne stand damals der den Alldeutschen nahestehende nationalistische und antisemitisch agierende, katholische Publizist jüdischer Herkunft Paul Nikolaus Cossmann. Fechenbach wurde vom Münchner Volksgericht zu elf Jahren Zuchthaus und zehn Jahren Ehrverlust verurteilt. Auch Artikel zur Kriegsschuld Deutschlands waren Prozessgegenstand. Fechenbach musste aber auf Grund des öffentlichen Drucks gegen das Urteil nur bis zu seiner Begnadigung 1924 im Zuchthaus bleiben. Nach seiner Freilassung am 20. Dezember 1924 betrieb sein Anwalt Philipp Löwenfeld die Wiederaufnahme des Prozesses. Diese endete am 15. Dezember 1926 nach mehreren Verfahren mit einer teilweisen Aufhebung des Urteils durch das Reichsgericht. Das Reichsgericht ließ aber den Vorwurf des Landesverrats gegen Fechenbach bestehen. Schon 1925 hatte sich Fechenbach der zionistischen sozialdemokratischen Bewegung Poale Zion angeschlossen. 1926 unternahm er eine Reise nach Palästina und berichtete in mehreren Artikeln in sozialdemokratischen Zeitungen begeistert von dem kleinen Land.
Die Jahre bis 1929 arbeitete Fechenbach in Berlin beim Dietz-Verlag und recherchierte dort Reportagen für die sozialdemokratische Tageszeitung Vorwärts (1925–1929). Er unterstützte auch die „Reichsarbeitsgemeinschaft der Kinderfreunde“, unter anderem als Autor und Puppenspieler von politischen und autobiografische Elemente enthaltenden Kasperltheaterstücken („Roter Kasper“, „Kasperl als Lehrbub“).
Felix Fechenbach war unter anderem befreundet mit Bertolt Brecht, Albert Einstein und Kurt Tucholsky.
Von 1929 bis 1933 arbeitete Fechenbach in Detmold als Redakteur beim SPD-Organ Volksblatt (ab 3. März 1933 verboten) und war im Widerstand gegen die Nationalsozialisten aktiv. Da er über Informanten in der lippischen NSDAP verfügte, konnte er immer wieder Interna über die Absichten und Skandale der Partei veröffentlichen. Diese unter dem Pseudonym „Nazi-Jüsken“ verfassten Glossen führten zu starken Anfeindungen. Nach der lippischen Landtagswahl am 15. Januar 1933 wurde ihm von den Nazis Redeverbot erteilt, am 11. März 1933 wurde er festgenommen und in „Schutzhaft“ überführt.
Am 7. August wurde Fechenbach auf dem Weg von Detmold in das KZ Dachau im Kleinenberger Wald zwischen Paderborn und Warburg ermordet. Der Führer des Transportkommandos, SA-Obertruppführer Friedrich Grüttemeyer, stieg mit Fechenbach aus dem Auto und versuchte erfolglos, Namen von Informanten zu erhalten. Als Grüttemeyer zur Seite ging, feuerten SS-Mann Paul Wiese und der SA-Angehörige Walter Focke mehrere Pistolenschüsse auf Fechenbach ab, der lebensgefährlich verletzt und bewusstlos in ein Scherfeder Krankenhaus gebracht wurde, wo er noch am Abend des gleichen Tages starb, ohne das Bewusstsein wiedererlangt zu haben. Der Witwe wurde per Telegramm am 8. August mitgeteilt, ihr Mann sei bei einem Fluchtversuch verwundet worden und später verstorben. Den Befehl zum Transport hatte der von den Nationalsozialisten zum Regierungschef in Lippe ernannte Hans-Joachim Riecke gegeben, der Fechenbach persönlich verfolgt hatte. Der Tat verdächtigt wurden vier SA- und SS-Männer aus Detmold: Friedrich Grüttemeyer, 1969 verurteilt wegen Beihilfe zum Mord zu einer Zuchthausstrafe von vier Jahren, Paul Wiese, 1948 verurteilt wegen „vorsätzlichen Totschlags“ zu einer Zuchthausstrafe von fünf Jahren, Karl Segler, dem keine Beteiligung nachgewiesen werden konnte und Josef Focke, der nie gefasst wurde. Die Rolle Rieckes konnte nie ganz aufgeklärt werden. Ihm konnte der Befehl zum Mord nicht nachgewiesen werden, ein Strafverfahren gegen ihn wurde 1970 eingestellt. Tatsache war aber, dass Riecke den Mörder Paul Wiese einige Monate später als seinen persönlichen Fahrer eingestellt hatte.
Das Grab von Fechenbach befindet sich auf dem jüdischen Friedhof in Rimbeck.
Fechenbach war seit 1926 in zweiter Ehe mit der Krankenschwester und Wohlfahrtspflegerin Irma Epstein (1895–1973) verheiratet. Sie und die drei gemeinsamen Kinder Kurt (1927–2017, benannt nach Kurt Eisner), Lotti (1928–2017) und Hanni (* 1931) überlebten unbeschadet – im Gegensatz zu Fechenbachs Brüdern und deren Familien – die Zeit des Nationalsozialismus durch Flucht zunächst in die Schweiz und von dort 1946 nach Ausweisung mit Hilfe Albert Einsteins in die Vereinigten Staaten von Amerika, wo Irma in der Nähe von Philadelphia als Krankenschwester arbeitete. 1965 kehrte Irma Fechenbach in die Schweiz zurück, wo sie 1973 starb.

## Gedenken

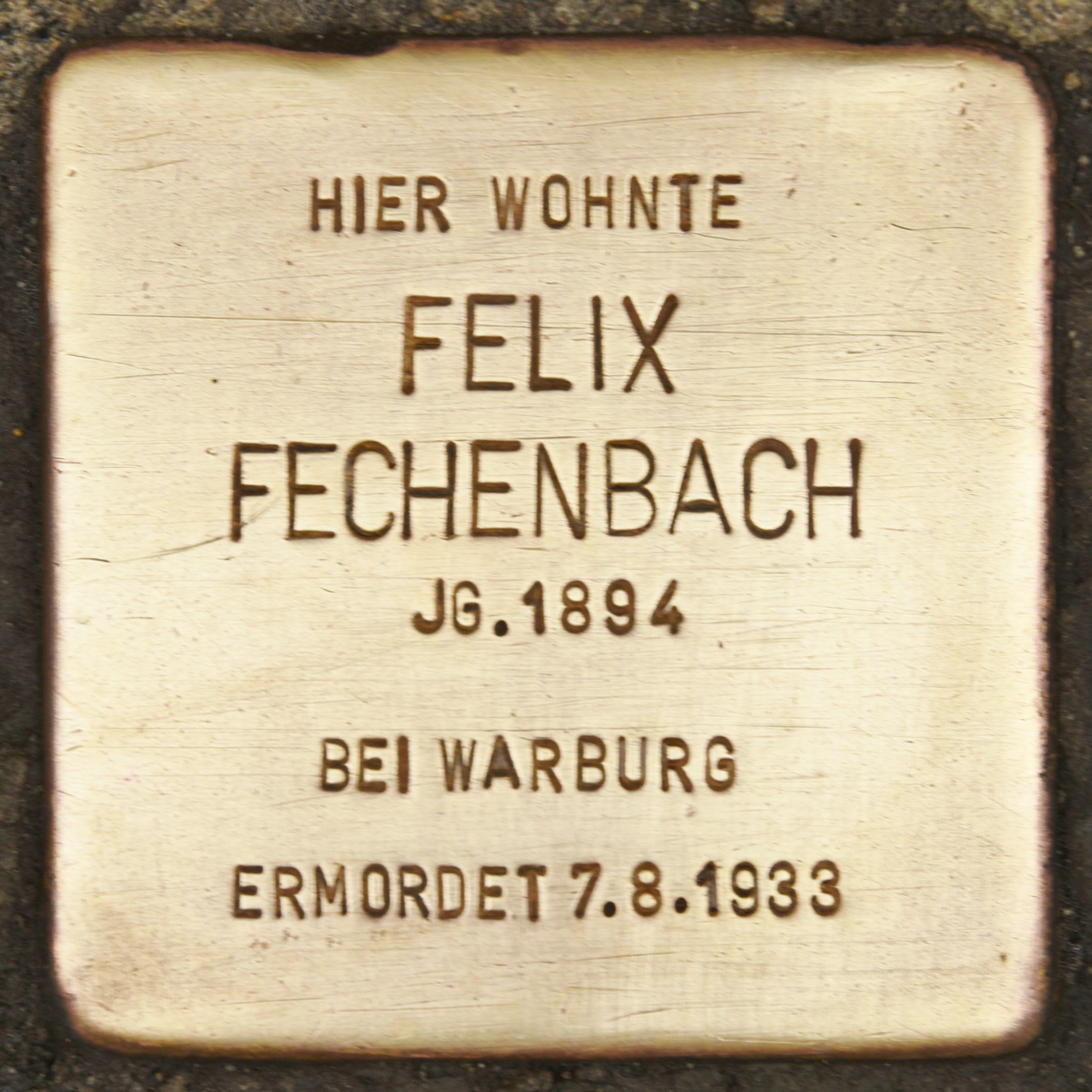
Stolperstein für Felix Fechenbach in Würzburg, Ursulinergasse 2

Die Unterbezirk Lippe der SPD hat eine private Felix-Fechenbach-Stiftung mit Sitz in Detmold eingerichtet. Ziel ist die Förderung demokratischen und sozialen Engagements, das sich auch im Wirken von Felix Fechenbach zeigte. Dieser Zweck wird besonders durch die zwei-jährliche Verleihung des Felix-Fechenbach-Preises an Menschen oder Gruppierungen erfüllt, die sich besonders für Demokratie, ein soziales Miteinander oder schriftstellerisch eingesetzt haben. Die Felix-Fechenbach-Stiftung macht aber auch Veranstaltungen. So organisiert sie jedes Jahr um den Todestag Fechenbachs herum eine Gedenkveranstaltung am Felix-Fechenbach-Gedenkstein bei Scherfede im Kleinenberger Wald. Die Idee zu dem Denkmal an dem Todesort von Fechenbach im Kleinenberger Wald kam 1973 von Robert Kempner, einem Freund der Familie Fechenbach. Der Bundestagsabgeordnete und SPD-Politiker August Berlin, der ebenfalls mit Felix Fechenbach und seiner Witwe befreundet war, griff die Idee auf. So wurde am 25. August 1973 das Denkmal in Gegenwart von Ministerpräsident Heinz Kühn, Robert M. W. Kempner und Irma Fechenbach im Kleinenberger Wald mit einer Feier eröffnet. In Detmold (Felix-Fechenbach-Berufskolleg) und Leopoldshöhe wurden Schulen nach ihm benannt; in Detmold, Gütersloh, München und Oerlinghausen tragen Straßen seinen Namen; die Stadt Würzburg hat ihr Veranstaltungszentrum im Stadtteil Grombühl in „Felix-Fechenbach-Haus“ umbenannt.

## Werke
- Im Haus der Freudlosen – Bilder aus dem Zuchthaus. J. H. W. Dietz Nachf., Berlin 1925.
Neuausgabe: Königshausen & Neumann, Würzburg 1993, ISBN 3-88479-851-0.
- Der Revolutionär Kurt Eisner. Aus persönlichen Erlebnissen. J.H.W. Dietz Nachfolger 1929 (Online Digitalisat der Bayerischen Landesbibliothek mit Links zu den einzelnen Kapiteln).
- Mein Herz schlägt weiter. Briefe aus der Schutzhaft. Hrsg. Walther Victor, Vorwort Heinrich Mann. Kultur-Verlag, St. Gallen 1936.
Neuausgabe: Mit einem Beitrag von Robert W. Kempner und einem Nachwort von Peter Steinbach. Andreas Haller, Passau 1987, ISBN 3-88849-017-0.
- Das Felix Fechenbach-Buch. Herausgegeben zu seinem Gedenken und mit einer Einleitung von Walther Victor. Nachwort Oskar Maria Graf, Eichenverlag, Arbon 1936.
  - daraus: Die Lebensgemeinschaft. Märchen, Tierfabel. In: „Es wird einmal...“ Soziale Märchen der 20er Jahre. Hg. Bernd Dolle (-Weinkauff) u. a., Weismann, München 1983, ISBN 3-921040-29-9, S. 16–17 (Biographie im Anhang).
- Der Puppenspieler. Ein Roman. E. & K. Scheuch, Zürich 1937 (Entstanden 1933 im Detmolder Gefängnis).
Neuauflage unter dem Titel Der Puppenspieler. Ein Roman aus dem alten Würzburg. Hrsg. von Roland Flade und Barbara Rott. Enthält Roland Flade: Leben und Tod Fechenbachs, sowie Barbara Rott: Felix Fechenbach und das Puppenspiel, Königshausen & Neumann, Würzburg 1988, ISBN 3-88479-376-4.